# Julie Fedorchak
Julie Ann Fedorchak, nata Liffrig (Williston, 28 settembre 1968), è una politica statunitense, membro della Camera dei Rappresentanti per lo stato del Dakota del Nord dal 2025.

## Biografia

### Primi anni e vita privata
Ultima di otto fratelli, Julie era figlia di Duane Liffrig, che fu commissario per le autostrade nell'amministrazione dell'ex governatore del Dakota del Nord Allen Olson.
Nel 1991 si laureò in giornalismo presso l'Università del Dakota del Nord. Dopo gli studi trovò impiego come direttrice delle comunicazioni per il governatore Ed Schafer e successivamente divenne editorialista per The Bismarck Tribune, per poi continuare ad operare nel campo dei media. Fu inoltre membro di numerosi consigli di amministrazione.
Sposata con Michael Fedorchak, conosciuto ai tempi dell'università, è madre di tre figli.

### Carriera politica

#### North Dakota Public Service Commission
Nel dicembre 2012, il governatore Jack Dalrymple nominò Julie Fedorchak per un seggio all'interno della North Dakota Public Service Commission, rimasto vacante dopo l'elezione di Kevin Cramer al Congresso. In seguito, la stessa Fedorchak si candidò come esponente del Partito Repubblicano e vinse le elezioni per mantenere il seggio nel 2014 contro Tyler Axness. Poco dopo essere stata eletta, assunse l'incarico di presidente della commissione per un mandato di due anni.
Julie Fedorchak venne rieletta per altri due mandati quadriennali nel 2016 e nel 2022.
In qualità di commissaria, presiedette tutte le politiche in materia di energia, la regolamentazione economica del gas e la sicurezza ferroviaria, fungendo da collegamento statale con il Midwest Independent System Operator (MISO).
Fu inoltre presidente della National Association of Regulatory Utility Commissioners (NARUC), presidente dell'Organizzazione degli Stati MISO (OMS), vicepresidente del Comitato per il gas NARUC e vicepresidente del comitato consultivo del Gas Technology Institute. Fu inoltre membro della Rodel Class dell'Aspen Institute.

#### Camera dei rappresentanti degli Stati Uniti

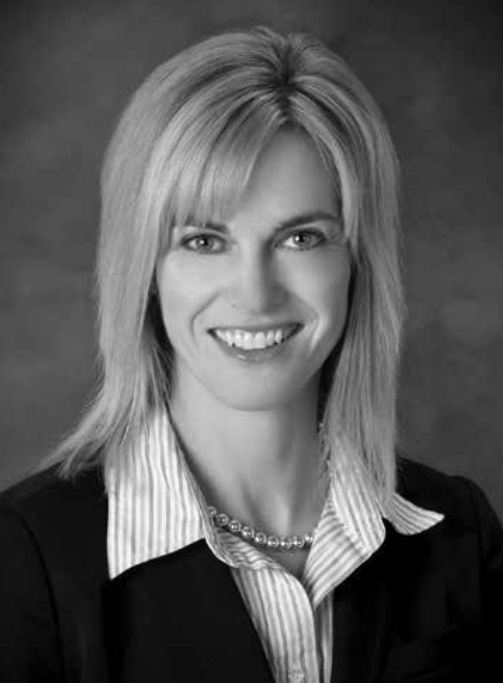
Julie Fedorchak nel 2023

A febbraio del 2024, Julie Fedorchak annunciò la propria candidatura per il seggio della Camera dei Rappresentanti rimasto vacante dopo che il deputato in carica Kelly Armstrong si era candidato alla carica di governatore.
Interrogata in merito alla sua agenda elettorale, pose come questioni maggiormente importanti il supporto all'economia, l'energia e l'agricoltura e promise di essere "un'alleata di Donald Trump" al Congresso; si espresse inoltre a favore di una legge federale che vietasse l'aborto. Ideologicamente, sostenne di essere una candidata che difendeva da sempre i valori conservatori. I suoi principali avversari nelle primarie repubblicane furono l'ex membro della Camera dei rappresentanti del Dakota del Nord Rick Becker, l'agricoltore Alex Balazs, l'attivista Sharlet Mohr e Miss America 2018 Cara Mund
.
Julie Fedorchak fu la candidata che ricevette il maggior numero di endorsement nella gara, tra cui oltre cinquanta legislatori locali, il senatore John Hoeven, il governatore Doug Burgum e l'ex presidente Donald Trump.
Per questo motivo, durante la convention per ottenere l'endorsement del Partito Repubblicano, il candidato Rick Becker incoraggiò i suoi sostenitori ad annullare le schede, in modo tale da impedire all'avversaria di raggiungere la maggioranza. Dopo il fallimento di due turni di votazioni, Julie Fedorchak si ritirò dalla corsa per ottenere l'appoggio del partito consentendo alla convention di proseguire e di concedere la maggioranza ad Alex Balazs.
Nonostante non fosse la candidata ufficiale del partito, Julie Fedorchak riuscì ad aggiudicarsi le primarie dell'11 giugno con il 46% dei voti mentre Trygve Hammer ottenne la nomination del Partito Democratico. Poco dopo le primarie, Julie Fedorchak presentò una denuncia alla commissione elettorale federale in merito ad interferenze elettorali, dopo che agli elettori era pervenuta una serie di messaggi ed e-mail in cui si affermava falsamente che la candidata si fosse ritirata. Nel corso della campagna elettorale, Hammer affermò che la famiglia Fedorchak avrebbe beneficiato della costruzione di un gasdotto su un terreno di loro proprietà e sostenne che la stessa Fedorchak avesse degli interessi personali che condizionavano il suo operato come commissaria pubblica; Fedorchak rispose di aver acquistato il terreno prima di entrare nella commissione e affermò che quelli di Hammer fossero "tentativi di diffamazione".
Al termine della competizione, Julie Fedorchak sconfisse Hammer raccogliendo oltre il 69% delle preferenze. La sua affermazione fu un evento storico per il Dakota del Nord, in quanto nessun'altra donna era mai stata eletta deputata alla Camera dei Rappresentanti; fino a quel momento il Dakota del Nord e il Mississippi erano gli unici stati a non aver mai eletto una donna alla Camera. Julie Fedorchak fu inoltre la prima donna repubblicana eletta al Congresso dal Dakota del Nord, in quanto le uniche donne mai inviate al Congresso in rappresentanza dello stato erano state la senatrice Heidi Heitkamp, che aveva prestato servizio dal 2013 al 2019, e la senatrice Jocelyn Burdick che aveva rimpiazzato il defunto marito per appena novantatrè giorni nel 1992.